# Hanoi
|  | Vegeu Torres de Hanoi per al joc matemàtic. |

Hanoi (en vietnamita: Hà Nội) és la capital del Vietnam. El nom de la ciutat està format per les paraules Hà que significa riu i Nội que significa intern. Es pot traduir el nom com la ciutat dins dels rius, ja que aquesta està situada entre el riu Roig i el riu Nhue. Va ser la capital de la Indoxina Francesa entre el 1902 i el 1954, del Vietnam del Nord des de 1954 a 1976, i des de llavors és la capital de la República Socialista del Vietnam. L'any 2020 tenia 8.246.600 habitants.
Està situada a la banda dreta del riu Roig, al centre del delta del riu Vermell. Té una superfície de 3.359 km², després d'una ampliació dels seus límits al 2008 en la qual es van estrendre els seus límits per incloure també la provincia de Ha Tay, el distructe rural de Me Linh, (anteriorment part de la província de Vinh Phuc) i quatre comunes del districte de Luong Son de la província de Hoa Binh. És la segona ciutat més gran de Vietnam després de Ciutat Ho Chi Minh i la 14a capital d'estat més poblada del món.
La ciutat ha canviat diversos cops de nom al llarg del temps; un d'ells va ser Tonquín que ara es refereix a la regió nord del Vietnam. El 1408, Vietnam va ser envaït per tropes xineses de la dinastia Ming i deu anys després va ser alliberat per «Le Loi» fundador de la dinastia vietnamita «Le», que donà el nom de «Đông Kinh» a la capital (coneguda pels europeus com Tonquín). El 1831 la dinastia vietnamita Nguyen va canviar el nom anterior per l'actual «Hà Nội».
La ciutat va ser ocupada pels francesos el 1873 i va esdevenir la capital de la Indoxina francesa el 1887. El 1940, durant la Segona Guerra Mundial, va ser ocupada pels japonesos i alliberada el 1945. Del 1946 al 1954 va ser l'escenari de combats entre els francesos i les forces del Viet Minh. Durant la Guerra del Vietnam era la capital del Vietnam del Nord i va ser bombardejada diverses vegades.
Des del 2 de juliol de 1976, arran de la reunificació del país, és la capital del Vietnam.
És el centre polític i econòmic del Vietnam, compta amb un aeroport internacional, No Bai, i línies de tren que connecten la ciutat amb Ciutat Ho Chi Minh, al sud, Lào Cai, al nord-oest i Đồng Đăng, Hạ Long i Hài Phong al nord-est. Una xarxa d'autopistes parcialment completada i actualment en desenvolupament uneix la ciutat amb alguns punts del país.

## Clima
Situada a la regió del monsó tropical, el clima de Hanoi es caracteritza per un monsó humit, càlid i plujós a l'estiu, fred i poca pluja a l’hivern. Es divideix en quatre estacions diferents de l'any: primavera, estiu, tardor i hivern. La primavera comença al febrer (o gener lunar) i s'allarga fins a l’abril. L'estiu va de maig a agost, calorós però plujós. La tardor va d’agost a octubre, el clima és fresc i les fulles grogues cauen. L’hivern va de novembre a gener de l’any vinent, el clima és fred i sec. El límit que divideix les quatre estacions només és relatiu, ja que Hanoi té un any fred primerenc, un any fred tardà, un any llarg i calorós. La temperatura arriba fins als 40 °C a l'estiu i hi ha anys en què la temperatura baixa per sota dels 5 °C a l'hivern. El maig de 1926, Hanoi va ser testimoni d’un terrible dia assolellat amb una temperatura de fins a 42,8 °C. El gener de 1955, l’hivern més fred de la història de Hanoi, la temperatura va baixar fins a 2,7 °C.
Hanoi rep una quantitat abundant de radiació solar durant tot l'any. La radiació total mitjana anual és d’uns 120 kcal/cm², la temperatura mitjana anual és de 24,9 °C, la humitat mitjana és del 80-82%. Les precipitacions mitjanes superen els 1700 mm/any (uns 114 dies de pluja/any). Cada any es veu afectada per uns 25-30 fronts freds.
L’època de pluges dura de maig a octubre i representa aproximadament el 80% de les precipitacions anuals. L'estació menys plujosa és principalment una pluja lleugera i un xàfec que dura de novembre a abril de l'any vinent, en què desembre o gener té la menor quantitat de pluges.
Hanoi té un hivern clarament fred en comparació amb altres localitats del sud. La freqüència dels fronts freds hi és més alta, el nombre de dies amb temperatures baixes és significatiu, sobretot el nombre de dies freds, la temporada de fred és més severa, la temporada de fred dura més i amb més plugim. Gràcies al fred hivernal a l'estructura de cultius d’Hanoi i al delta del nord, hi ha un cultiu d’hivern únic als tròpics.

## Geografia
Situada al centre del delta del riu Roig, hi convergeixen les serralades del nord-oest i del nord-est, de manera que els rius també recullen aigua fins a Hanoi i flueixen cap al mar de la Xina Meridional. Hanoi té una àrea natural de 359km². La topografia de Hanoi és força diversa amb muntanyes baixes, turons i planes. La major part de la zona de la ciutat és una plana, que baixa gradualment del nord-oest al sud-est en direcció al flux del riu Roig.
El centre de la ciutat i les zones circumdants són zones baixes sobre sòl tou, el nivell de l'aigua del riu Roig a la temporada d'inundacions és 4-5m més alt que la mitjana de la ciutat. Hanoi té molts llacs i llacunes que són favorables per al desenvolupament de l’aqüicultura i el turisme, però, a causa de les zones baixes, és difícil drenar ràpidament l’aigua, fet que provoca inundacions locals freqüents a la temporada de pluges. Les zones muntanyoses baixes i mitjanes del nord de Hanoi són favorables per a la construcció, el desenvolupament industrial, la silvicultura i l’organització de molts tipus de turisme.
La superfície d’estanys, llacs i llacunes a Hanoi és d’unes 3.600 hectàrees i és una de les ciutats del món amb més llacs i llacunes. Els llacs i llacunes de Hanoi han creat molts bells paisatges ecològics per a la ciutat, regulant el subclima regional, que és molt valuós per al turisme, l’oci i la relaxació. Hanoi no és una zona rica en aigües superficials, però hi ha una gran quantitat d’aigua que flueix pel riu Roig, el riu Cau i el riu Ca Lo que es pot aprofitar i utilitzar.
Hanoi està formada per dues zones diferenciades delimitades pel riu Roig. La zona nord del riu Roig està formada per districtes: Gia Lam, Dong Anh, Soc Son, amb una àmplia superfície i unes condicions naturals força favorables per a la construcció industrial i urbana, però la densitat de població és baixa. L’àrea al sud del riu Roig (incloent 9 districtes) presenta característiques clarament contrastades: l’àrea és la meitat de la mida de la regió nord, però la població és més del doble. Aquesta zona és la principal centre de la ciutat, centre administratiu del país i el centre cultural, i també el centre de transaccions internacionals.

## Història
La regió al voltant de l'actual Hanoi va ser poblada en èpoques prehistòriques. Es considera que la ciutat es va fundar l'any 1010, quan Ly Cong Uan va traslladar la capital de Hoa Lu a Dai La, rebatejant-la amb el nom de Thang Long. Durant el regnat de Le Thanh Tong, la ciutadella de Dong Kinh, és a dir, la capital de Thang Long, es deia Trung Do i després Phung Thien. El 1831 Minh Mang va establir la província de Hanoi amb 4 subdivisions: Hoai Duc, Ung Hoa, Thuong Tin, Ly Nhan i la capital de la província estava situada al barri de Hoai Duc, l’antiga ciutadella de Thang Long, de manera que Thang Long també es deia Hanoi.
Thang Long va ser la capital de Vietnam fins al 1802 quan l'última dinastia vietnamita, la Nguyen, va transferir la capital a Hue. La ciutat ha tingut diferents noms al llarg del temps. Durant la última dinastia Le, se li va canviar el nom pel de Dong Kihn, cosa que va fer que els europeus la malanomenessin Tonquín. L'any 1831 la dinastia Nguyen li va donar el nom de Ha Noi.
El 1858, els colonialistes francesos van envair el Vietnam. El 1873, van atacar Hanoi per primera vegada. La ciutadella de Hanoi va caure i va ser capturada pels francesos el 20 de novembre de 1873. Després de perdre a la batalla de Cau Giay, el 21 d'abril de 1883, l'exèrcit francès va desembarcar a Hanoi per segona vegada, el governador general Hoang Dieu es va alçar per comandar la lluita popular. Quan l'exèrcit francès va irrompre a la ciutadella, sabent que no podia resistir, el governador Hoang Dieu va redactar una petició per al rei Tu Duc i després va morir. Hanoi es va convertir en una ciutat sota el règim colonial francès.
Des dels primers temps del domini colonial francès, moltes organitzacions patriòtiques van néixer al centre de la ciutat, com el moviment Dong Kinh Nghia Thuc i el Dong Du. El març de 1929 es va establir a Hanoi la primera cèl·lula comunista. I el 17 de juny de 1929, a la casa número 312 del carrer Kham Thien, es va establir oficialment el Partit Comunista d'Indoxina. Juntament amb l'establiment del partit comunista indoxinès a Tonkin, a Cotxinxina hi havia el Partit Comunista d'Annam i al centre de país hi havia la federació comunista indoxinesa. El març de 1930, Nguyen Ai Quoc, en nom de la Internacional Comunista, va celebrar una conferència per unir aquestes tres organitzacions a Hong Kong. Gràcies a això, el 3 de febrer de 1930 va néixer el Partit Comunista de Vietnam (a l'octubre es va canviar pel Partit Comunista d'Indoxina). El 16 d'agost de 1945, el Congrés Nacional convocat a Tan Trao va aprovar l'"Ordre de l'aixecament general" i va elegir el Comitè Central d'Alliberament Nacional, el govern provisional liderat per Ho Chi Minh com a president. La Revolució d'Agost, va guanyar completament el 19 d'agost a Hanoi, va encoratjar i motivar fortament la gent de tot el país a aixecar-se i a revoltar-se per prendre el poder. El 2 de setembre de 1945, a la plaça Ba Dinh, hi va haver una gran reunió sense precedents, on van assistir desenes de milers de persones. El president Ho Chi Minh va llegir solemnement la Declaració d’Independència, anunciant al món el naixement de la República Democrática del Vietnam. En la seva primera sessió del 6 de gener de 1946, l'Assemblea Nacional va decidir que Hanoi esdevindria la capital de la República Democràtica del Vietnam.
Els colonialistes francesos van desembarcar a Da Nang i Do Son, van capturar Hai Phong i Lang Son. El vespre del 19 de desembre de 1946, a les 20:30 hores, es van apagar els llums elèctrics, la fortalesa de Lang va obrir foc per indicar l’inici de la guerra. Els francesos van mantenir cert control de la ciutat fins al maig de 1954, quan després de ser derrotats a la batalla de Dien Bien Phu i després de nou anys de llarga guerra de resistència es va signar l'Acord de Ginebra (juliol de 1954). El 10 d'octubre de 1954, l'exèrcit va entrar al centre de la ciutat i va prendre el control total de la ciutat.
Durant la guerra amb els Estats Units, els bombardejos d'aquest pais sobre la ciutat van causar grans desperfectes. Després de la guerra, Hanoi es va centrar a superar les conseqüències d'aquesta, restaurar l'economia i les instal·lacions de transport. Amb el final de la guerra, al 1976, Hanoi va esdevenir la capital de la República Socialista del Vietnam.

## Economia
Hanoi es la segona ciutat més important del país en l'àmbit econòmic darrera de Ciutat Ho Chi Minh. Des de 1954 Hanoi s'ha transformat d'una ciutat principalment comercial en un centre industrial i agrícola. Les manufactures inclouen màquines eina, generadors i motors elèctrics, fusta contraxapada, tèxtils, productes químics i llumins. Als voltants es conreen arròs, fruites i verdures, cereals i cultius industrials. Als primers anys del segle XXI, la capital ha canviat ràpidament, sobretot en el camp de les infraestructures.

## Llocs d'interès
- Van Mieu (Temple de la literatura, que els francesos anomenaven « pagode des corbeaux» (pagoda dels corbs)
- Chua Môt Côt (Pagoda amb el pilar únic)
- Temple de Quan Thanh (que els francesos anomenaven «pagoda del Gran Buddha»)
- El Museu d'Història
- El Museu de Belles Arts
- El Museu d'Etnologia
- La torre de la Bandera
- L'antic Institut Albert-Sarraut
- El petit Llac (Hoan Kiem, llac de l'espasa restituïda), amb la Torre de la Tortuga.
- La catedral de Sant Josep (Nha Tho en vietnamita)
- El carrer Trang Tien (ex rue Paul-Bert)
- El pont Long Bien (expont Doumer, que ha resistit a tots els bombardejos)
- L'Hotel Sofitel Métropole (edificat el 1905 i renovat el 1995, que va participar en la història de la ciutat)
- L'òpera, còpia del palau Garnier de París
- El Gran Llac (llac de l'Oust, Hô Tay)
- Les vil·les colonials del carrer Phan Dinh Phung (ex boulevard Carnot) (principalment ambaixades)
- La casa i el mausoleu del president Ho Chi Minh.

## Canvis en els noms dels carrers
- Đào Rue de la soie
- Duy Tân Route de Huế
- Gai rue du Chanvre
- Hai Bà Trưng boulevard Rollandes

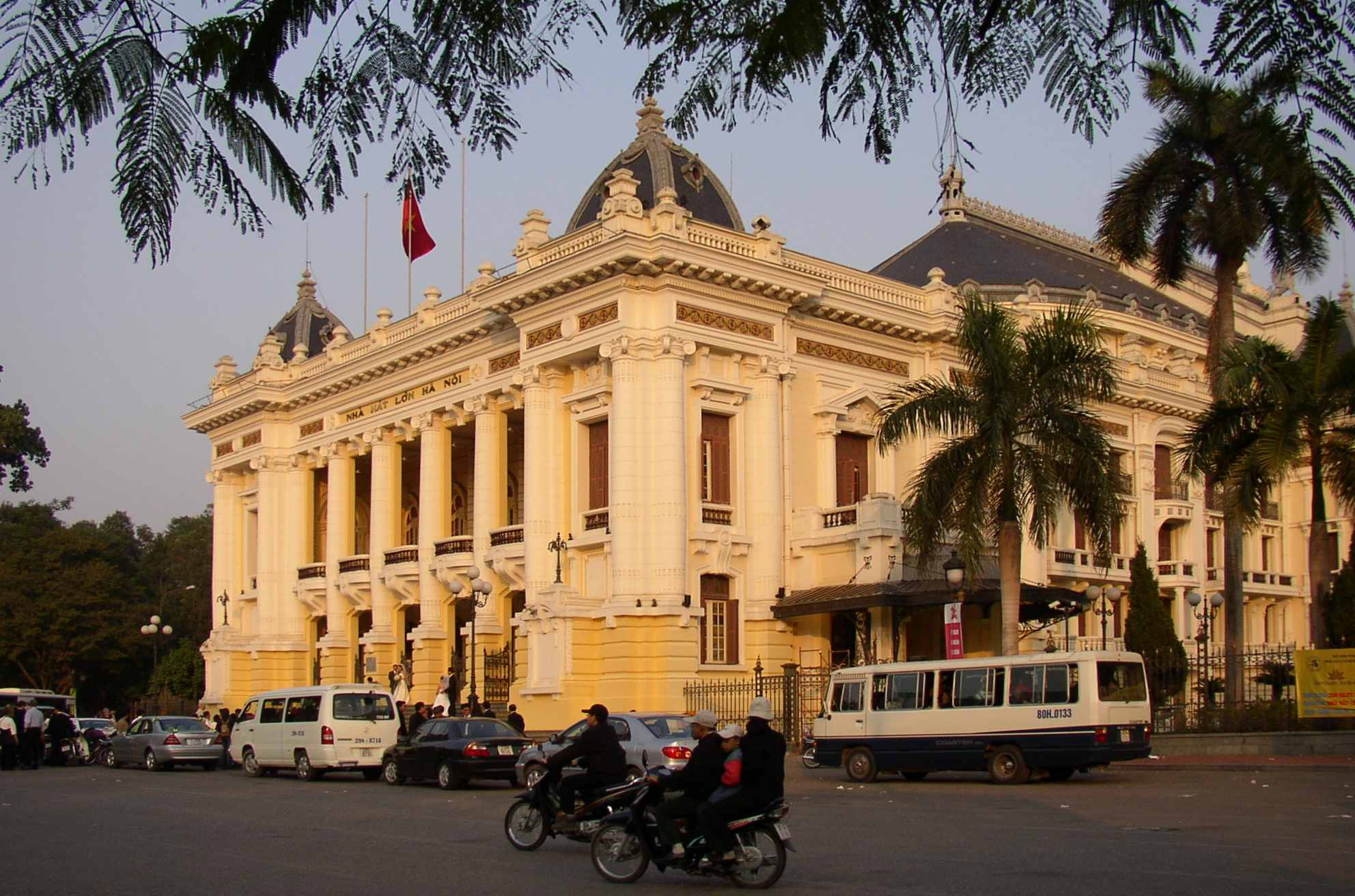
Òpera de Hanoi.

- Hàm Long boulevard Doudard de la Grée
- Hàng Bài boulevard Dong Khanh
- Chả Cá rue de la Laque
- Chu Văn An rue Vallenhoven
- Lý Thái Tổ rue de l'amiral Courbet
- Lý Thường Kiệt boulevard Carreau
- Mã rue du Cuivre
- Nguyễn Thái Học rue Duvillier
- Quán Sứ rue Richaud
- Quan Thánh avenue Grand Bouddha
- Quang Trung boulevard Jaureguiberry
- Tây Hồ square Eckert
- Tây Sơn square Simoni
- Trần Hưng Đạo boulevard Gambetta
- Tràng Tiền rue Paul-Bert